# Herniaria cinerea
Herniaria cinerea é uma espécie de planta com flor pertencente à família Caryophyllaceae. 
A autoridade científica da espécie é DC., tendo sido publicada em Flore Française. Troisième Édition 6: 375. 1815.

## Portugal
Trata-se de uma espécie presente no território português, nomeadamente em Portugal Continental e no Arquipélago da Madeira.
Em termos de naturalidade é nativa das duas regiões atrás indicadas.

## Protecção
Não se encontra protegida por legislação portuguesa ou da Comunidade Europeia.